# Lana Bittencourt
Irlan Figueiredo Passos (Rio de Janeiro, 5 de fevereiro de 1932 – Petrópolis, 28 de agosto de 2023), mais conhecida como Lana Bittencourt, foi uma cantora e atriz brasileira.

## Biografia
Filha de um militar que também era poeta e compositor, Lana teve apoio da família para a carreira artística. Sua avó italiana, por exemplo, a incentivou a estudar canto lírico desde cedo.
Entrou na faculdade de Filosofia, mas acabou mudando para Letras pois sonhava em trabalhar no setor de biblioteconomia do Itamaraty. Enquanto isso, gravou um jingle composto por seu pai para uma firma de caminhões, o que a fez ser notada e a levou às primeiras experiências na Rádio Iracema, de Fortaleza, e na TV Jornal do Comércio, de Recife. Voltando ao Rio, tornou-se crooner da boate Meia-Noite do Copacabana Palace, cantando em vários idiomas. Ao mesmo tempo, atuava como freelancer em alguns programas da Rádio Tupi, até conseguir seu primeiro contrato com a Mayrink Veiga.
No início da década de 1950, gravou seu grande sucesso, Se todos fossem iguais a você, de Tom Jobim. O álbum Intimamente vendeu cerca de 350 mil cópias, e ela fez shows por todo o Brasil.
Em 1954, gravou seu primeiro disco, pela Todamérica. Seguiu para a multinacional Columbia no ano seguinte, onde foi dirigida por Roberto Côrte Leal, que buscava uma intérprete versátil para gravar também sucessos internacionais - o que a levou a ser chamada de "a internacional" pelo apresentador César de Alencar. Também foi conhecida como Diva Passional, devido às suas interpretações emocionadas. Sua versão de "Little Darlin'", do grupo americano The Diamonds, a consagrou, vendendo 700 mil discos em 1957.
No cinema, participou de filmes ao lado de Mazzaropi, como Chofer de Praça, As Aventuras de Pedro Malasartes e Jeca Tatu.
Nas rádios Mayrink Veiga e Tupi, do Rio, teve seu próprio programa de rádio, "Audição de Lana", além de participar de vários programas de tevê, no Rio e em São Paulo. No final da década de 1960, deu uma parada na carreira para cuidar dos filhos adolescentes, voltando em 1977. Em 2019, fez sua última apresentação ao grande público, no Imperator, do subúrbio carioca do Méier. Durante a pandemia, em 2020, chegou a fazer lives com o segundo marido, o guitarrista Mirabeaux.
Lana Bittencourt morreu de parada cardíaca e pulmonar em 28 de agosto de 2023, no Hospital Alcides Carneiro, em Petrópolis, onde estava internada desde o fim de julho.

Lana Bittencourt em 1958.

## Filmografia
| Ano  | Título                           | Personagem | Notas                                   |
| ---- | -------------------------------- | ---------- | --------------------------------------- |
| 1959 | Chofer de Praça                  | Ela mesma  |                                         |
| 1960 | Jeca Tatu                        | Ela mesma  |                                         |
| 1960 | As Aventuras de Pedro Malasartes | Ela mesma  |                                         |
| 1960 | Esse Rio que Eu Amo              | —          | Segmento: "A Morte da Porta-Estandarte" |